# Róka János (táncművész)
Róka János, Fuchs (Pest, 1835. június 7. (keresztelés) – Budapest, 1884. március 19.) magyar táncos, tánctanár és színész, Róka Gyula bátyja.

## Pályafutása
Fuxhs (Fux) Pál evangélikus pincemester és a római katolikus Malovitzky Zsófia fiaként született. Tanulmányait a Nemzeti Színház tánciskolájában kezdte az 1840-es években, majd az 1850-es és 1860-as években a színháznak az egyik legnépszerűbb táncművésze, karaktertáncosa lett. Virtuóz módon adta elő a toborzót és a csárdást, nagy sikerei voltak magyar operákban, népszínművekben és táncjátékokban, a korabeli sajtó is elismerően nyilatkozott róla. Az 1848–49-es forradalom és szabadságharc után a Nemzeti Színházban is szerepelt, de főként vidéken tűnt fel. 1858-ig volt a színház tagja, amikor elbocsátották. Kilányi Lajos ekkor meghívta őt Bécsbe, ahol a Sobri című táncjáték (zeneszerző: Bartay Endre) főszerepét kapta meg. A sikerre való tekintettel szerződtetni szerette volna a Josephstädter Theater, azonban ő úgy döntött, hogy inkább visszatér Pestre. Tóth Somával közösen készítették el 1862-ben a Bokréta című társastáncot. Öccsével, Róka Gyulával együtt 1870 után Pesten megnyitották tánciskolájukat, ezután egészen haláláig tanított részben ott, részben pedig nevelőintézetekben és magánházaknál. Elhunyt 1884. március 19-én reggel 7 órakor, örök nyugalomra helyezték 1884. március 21-én a római katolikus egyház szertartásai szerint a budapesti köztemetőben.